# Larry Gales
Larry Gales (25 mars 1936--12 septembre 1995) est un contrebassiste américain de jazz. Il est notamment connu pour avoir été membre du Thelonious Monk's Quartet de 1964 à 1969.

## Biographie

### Jeunesse
Tout jeune, Larry Gales chante dans un groupe nommé Twilighters et se fait remarquer dans le quartier du Bronx à New York pour sa voix de fausset. À 11 ans, il prend des cours de contrebasse avec George Duvivier. Au cours de ses études au lycée, il apprend à jouer de la contrebasse et du violoncelle.  
Il a 20 ans en 1956 lorsqu'il s'inscrit à la Manhattan School of Music pour suivre des cours pendant deux ans,.

## Carrière musicale
Les années 1960 sont pour Larry Gales riches en rencontres et collaborations ; il joue notamment aux côtés de J. C. Heard et Buddy Tate en 1960, Eddie Davis et Johnny Griffin en 1961, Herbie Mann un an plus tard, Junior Mance et Joe Williams en 1964.
En septembre 1964, il intègre le Thelonious Monk's Quartet, qui en plus du pianiste Monk est constitué de Charlie Rouse au saxophone et de Ben Riley à la batterie. Le saxophoniste et le batteur le connaissent bien pour avoir collaboré auparavant ensemble. La participation de Gales dans le quartet dure jusqu'en janvier 1969. Ceci lui permet de beaucoup enregistrer et de faire des tournées à travers le monde. Gales quitte le quartet et s'installe à Los Angeles. Il rejoint brièvement le Bobby Hutcherson - Harold Land Quintet en 1969 puis le trio d'Erroll Garner à l'occasion de l'ouverture du Hong Kong Bar (Los Angeles) au début du mois de mars. Il travaille régulièrement sur la scène jazz locale avec Willie Bobo, Red Rodney, Sweets Edison, Benny Carter, Blue Mitchell, Clark Terry et Kenny Burrell.

## Fin de carrière
Dans les années 1970, il enregistre entre autres avec le tromboniste Bennie Green, les pianistes Mary Lou Williams et Jimmy Smith, les saxophonistes Sonny Stitt, Sonny Criss et Buddy Tate ou le chanteur de blues Big Joe Turner. 
Sa première séance d'enregistrement en tant que leader se déroule en 1990 pour l'album intitulé A Message From Monk et paru sur le label Candid. Gales compose le morceau A Message From the High Priest et les cinq autres sont de Thelonious Monk. Il décède d'un cancer le 12 septembre 1995.

## Style
Il est reconnu pour la rigueur de son tempo, sur un rythme plutôt rapide.
Ses solos variés et très rythmés le rendent reconnaissable. Des versions notables de ceux-ci ont été enregistrées lors d'un concert en Pologne, en 1966. Son style d'improvisation s'accordait parfaitement à celui de Thelonious Monk (Soutenu, rythmé, régulier malgré quelques "imprévus volontaires").
Lors de certains solos, Lawrence Gales utilisait des dissonances en respectant à la perfection la grille blues.
Son style d'improvisation était unique et avant-gardiste.

## Discographie
En leader
| Sortie | Label  | Nom de l'album      |
| ------ | ------ | ------------------- |
| 1990   | Candid | A Message from Monk |

En sideman (partielle)
| Leader          | Label     | Sortie | Nom de l'album            |
| --------------- | --------- | ------ | ------------------------- |
| Bennie Green    | Jazzland  | 1961   | Glidin' Along             |
| Charlie Rouse   | Blue Note | 1962   | Bossa Nova Bacchanal      |
| Thelonious Monk | Columbia  | 1964   | Monk                      |
| Thelonious Monk | Columbia  | 1964   | Live at the It Club       |
| Thelonious Monk | Columbia  | 1964   | Live at the Jazz Workshop |
| Thelonious Monk | Columbia  | 1966   | Straight, No Chaser       |